# Dorothea Röschmann

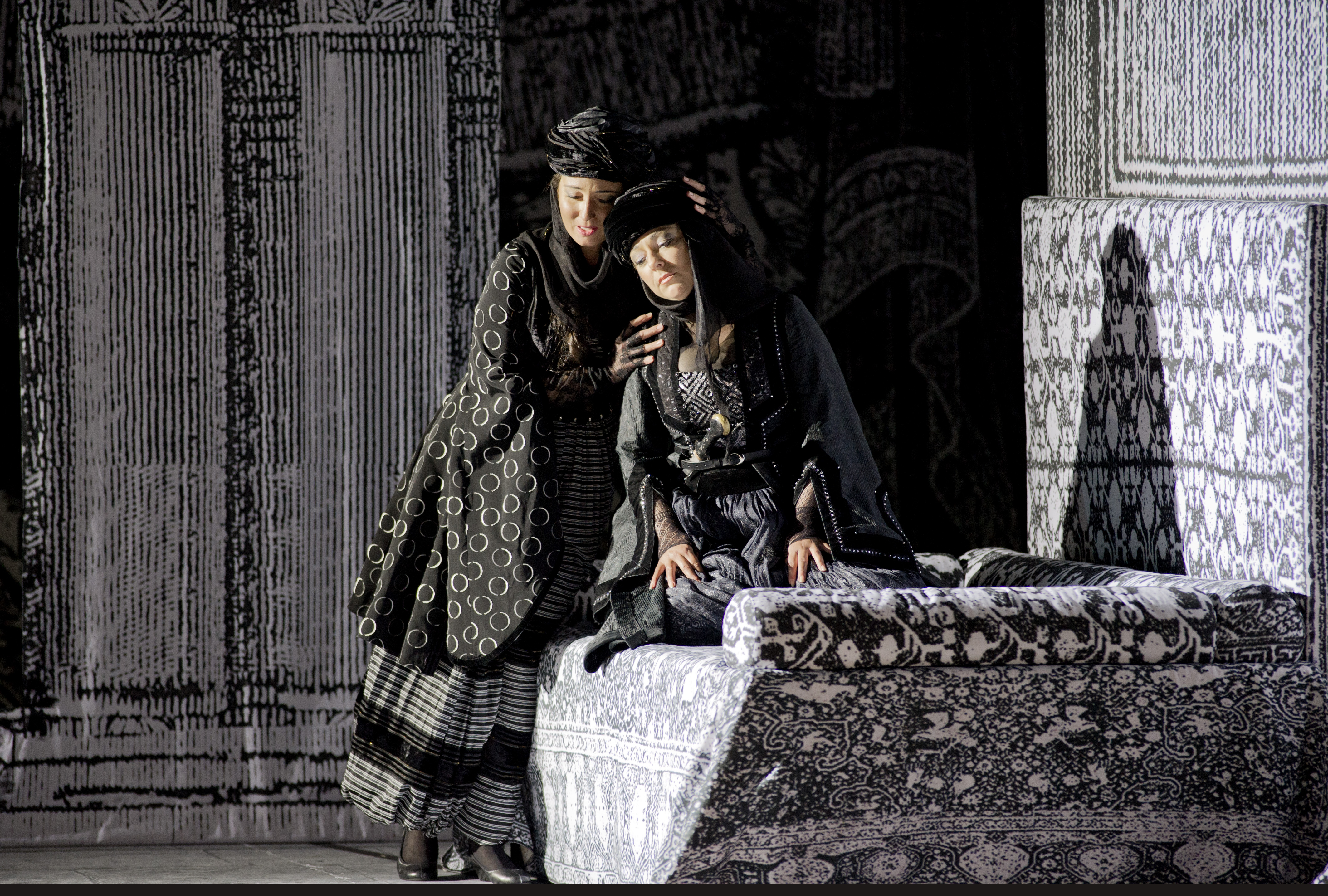
Marie-Claude Chappuis (links) als Maragond mit Dorothea Röschmann (rechts) als Florinda in Fierrabras an der Mailänder Scala (2018)

Dorothea Röschmann (* 17. Juni 1967 in Flensburg) ist eine deutsche Opernsängerin (Sopran).

## Leben
Dorothea Röschmann, die schon in sehr jungen Jahren im Bach-Chor ihrer Heimatstadt Flensburg sang, studierte Gesang in Hamburg, New York City, Tel Aviv und bei Vera Rózsa in London. Seit 1986 wirkt sie als Lied- und Konzertsängerin im In- und Ausland. Ihre Konzerttätigkeit umfasst die Arbeit mit dem London Symphony Orchestra, den Wiener Philharmonikern, den Berliner Philharmonikern, dem Concertgebouw-Orchester und den Münchner Philharmonikern.
Internationales Renommée erlangte die Sopranistin 1995 mit ihrem Debüt bei den Salzburger Festspielen, als sie unter der Leitung von Nikolaus Harnoncourt die Susanna in Le nozze di Figaro sang. Seitdem kehrte sie immer wieder zu den Festspielen zurück, um die großen Partien ihres Faches zu singen, wie die Ilia, Nanetta, Pamina, Vitellia und weitere.
An der Staatsoper Berlin, deren Ensemblemitglied sie über viele Jahre war, erzielte sie große Erfolge als Micaëla in Carmen, Susanna in Le nozze di Figaro, Zerlina und Donna Elvira in Don Giovanni, Pamina in der Zauberflöte, Fiordiligi in Così fan tutte (auf DVD erhältlich), Ännchen im Freischütz etc. Sie sang die Rolle der Contessa aus Mozarts Oper Le nozze di Figaro erstmals 2004 beim Ravinia Festival und anschließend 2006 in London und bei den Festspielen in Salzburg. Weitere Auftritte folgten an der New Yorker Metropolitan Opera und der Bayerischen Staatsoper in München. Des Weiteren sang sie an den vorgenannten Bühnen u. a. Zerlina, Susanna, Vitellia, Ännchen, Drusilla, Almirena, Micaëla, Marzelline und Rodelinda. Ferner gastierte Röschmann auf den Opernbühnen von London und Brüssel. In Paris übernahm sie im Juni 2011 die Rolle der Gräfin in Le nozze di Figaro. Weitere Rollen waren die Feldmarschallin aus dem Rosenkavalier, Eva in Die Meistersinger von Nürnberg sowie Elsa in Lohengrin.
Dorothea Röschmann ist verheiratet mit dem Schauspieler Christoph Bantzer.

## Auszeichnungen
- Echo Klassik 2003 für die beste Liedeinspielung (gemeinsam mit Ian Bostridge)
- Grammy Award 2002 für die beste Choraufnahme (mit den Wiener Sängerknaben, dem Concentus Musicus Wien und dem Arnold Schoenberg Chor)
- Grammy Award 2017 für das beste klassische Sologesangsalbum (Schumann & Berg unter Begleitung von Mitsuko Uchida, Klavier)

## Diskografie / Videos (Auswahl)
- Bach Dialogue Cantatas (Deutsche Grammophon)
- Händel Deutsche Arien (Harmonia Mundi)
- Ein deutsches Requiem (EMI)
- Monteverdi L’incoronazione di Poppea als Drusilla (Farao)
- Mozart Le nozze di Figaro als Susanna (Arthaus)
- Mozart Le nozze di Figaro als Contessa (Deutsche Grammophon)
- Mozart La clemenza di Tito als Vitellia (TDK)